# ديفيد لي (لاعب كرة قاعدة)
ديفيد لي (بالإنجليزية: David Lee)‏ هو لاعب كرة قاعدة أمريكي، ولد في 12 مارس 1973 في بيتسبرغ في الولايات المتحدة.

## وصلات خارجية
- ديفيد لي على موقعبيزبول رفرنس.كوم (الدوري الرئيسي) (الإنجليزية)
- ديفيد لي على موقعبيزبول رفرنس.كوم (الدوري الثانوي) (الإنجليزية)
- ديفيد لي على موقع مشجعي الرسوم البيانية (الإنجليزية)